# Josephine Joseph
Josephine Joseph (Austria, 4 luglio 1913 – Wilmington, 11 luglio 1966) è stata un'attrice e circense austriaca di origini polacche.
Era ermafrodita ed è apparsa anche nel film statunitense Freaks.

## Biografia
Durante gli spettacoli il suo corpo appariva diviso verticalmente in due, a voler evidenziare due distinte parti, una femminile e un'altra maschile. Benché sostenesse di essere un vero ermafrodita, non ci sono prove che confermino la veridicità di tale affermazione. La sua potrebbe essere stata una mera personificazione di un personaggio, infatti all'epoca gli "ermafroditi" erano molto comuni nei "freak show", ma la maggior parte di questi erano fasulli.
Un lato del suo corpo doveva apparire tonico e muscoloso, con capelli corti e abbronzato dal sole; l'altro lato aveva i capelli lunghi e doveva essere sempre coperto, non allenato, facendola apparire pallida e flaccida, di modo che il petto sembrasse avere le forme di un seno femminile. Il performer doveva indossare un costume a metà: degli short sul lato femminile e un perizoma in stile Tarzan sul lato maschile.
Josephine è ricordata per il suo ruolo nel film di Tod Browning Freaks (1932), girato all'età di diciannove anni. Sebbene nell'intera pellicola pronunciasse unicamente due battute, apparve in molte scene. La più nota è quando lancia uno sguardo appassionato al personaggio forzuto, al quale un altro artista dice:" Penso che a lei tu piaccia, ma lui ti detesta!".